# Ecosofía
La ecosofía es una corriente de pensamiento, desarrollada por el filósofo y psicólogo francés Félix Guattari, que promueve la búsqueda de una sabiduría para habitar el planeta, en medio de la crisis ecosistémica global que enfrenta la humanidad. Parte de posturas contrarias a cualquier centrismo (antropocentrismo, ecocentrismo o biocentrismo), pero desde la convicción de que las contradicciones sociedad-naturaleza, impuestas durante varios siglos de subjetividad antropocéntrica, deben descartarse para que la especie humana pueda continuar coexistiendo como parte de la rica biodiversidad de la Tierra.

## Historia
El término ecosofía fue acuñado en 1973 por el filósofo noruego Arne Næss, fundador de la ecología profunda, en su artículo "The Shallow and the Deep, Long-Range Ecology Movements: A Summary" ("Los movimientos de la ecología superficial y la ecología profunda: un resumen"), en la revista Inquiry (como parte de una edición especial de la revista chilena Medio Ambiente y Desarrollo, fue traducido al español y reeditado en 2007). Etimológicamente ecosofía proviene de la unión del vocablo griego  οἶκος (oikos), que significa casa y σοφία (sofía), que se traduce como saber o sabiduría. Inicialmente Naess la connota como una especie de filosofía ecológica:
Por una ecosofía me refiero a una filosofía de armonía con la naturaleza o de equilibrio ecológico.
Más tarde el francés Félix Guattari (1930-1992), también filósofo y quien verdaderamente le aporta un contenido epistémico, la presenta como un saber transdisciplinario e integrador, en el que no se pondera una teoría filosófica en particular, sino que entre otras cosas, busca la conciliación entre diferentes saberes, sobre la base de un humanismo no antropocentrista y la búsqueda de una integración orgánica en el plano psicológico y social del hombre como parte de una biosfera en equilibrio armónico.
No será ni una disciplina de repliegue sobre la interioridad, ni una simple renovación de las antiguas formas de «militantismo». Se tratará más bien de un movimiento de múltiples facetas que instaura instancias y dispositivos a la vez analíticos y productores de subjetividad.

## La ecosofía de Guattari
En 1989, la casa francesa Éditions Galilée, publica el ensayo Les trois écologies (Las tres ecologías). Su autor, el filósofo galo Félix Guattari, aborda la profunda crisis ecológica del planeta especialmente desde perspectivas políticas, sociológicas, culturales y psicológicas, proponiendo la necesidad de una reconversión de la vida humana desde tres ecologías: una ecología mental, una ecología social y una ecología ambiental. En el texto se declara además lo que puede considerarse como el objeto de la Ecosofía: 
El problema es saber de qué forma se va a vivir de aquí en adelante sobre este planeta, en el contexto de la aceleración de las mutaciones técnico-científicas y del considerable crecimiento demográfico.

En otros términos, es desarrollar de modo transdisciplinario e integrador, los saberes que garanticen la supervivencia de la especie humana en armonía con la naturaleza, mediando los principios de una ética social inclusiva, una bioética, un diálogo plural intercultural y bajo la bandera de hallar un bien común que implique el bien de la naturaleza.  

## Tres ecologías
Las tres ecologías a las que hace referencia Guattari, aluden a los que el autor considera como principales registros ecológicos, o niveles en los que la ecología tiene significación: el medio ambiente, las relaciones sociales y la subjetividad humana; bajo la articulación ético-política de la Ecosofía.
Reorientar la concepción del ser más allá de los límites de su cuerpo físico, aceptando que somos también el resultado de las interacciones con nuestro entorno, es una de las misiones de la ecología mental. La idea del “Ser ecológico”, propuesta por el antropólogo, sociólogo, lingüista y cibernético inglés Gregory Bateson (1904-1980), es esencial para la nueva connotación y es por ello que se concibe como uno de los pilares científicos de la Ecosofía. Esto pudiera variar la interpretación del hombre como ser bio-psicosocial, por una comprensión extendida como ser bio-psico-socio-ambiental. Este sería uno de los pasos necesarios para reconfigurar la percepción humana de su lugar y papel en la biosfera, bajo posturas no antropocentristas. Corresponde también a la ecología mental desarrollar la resiliencia humana, logrando que de su confrontación emocional con los efectos de la crisis emerjan sentimientos fecundos, creatividad y energías positivas. En este sentido es importante inmunizar a la sociedad contra la manipulación que ejercen los grandes medios masivos de comunicación, que generalmente consiguen desvirtuar la realidad según los intereses de los grupos de poder que los controlan. 

La ecología social debe reinventar formas de coexistencia justa, inclusiva, armónica, pacífica y equitativa en grupos en los escenarios de socialización, ya sea en el marco familiar, en los espacios laborales o en contextos urbanos. Guattari le concede un papel muy importante al nivel social, dado que reconoce las irracionales bases de la confrontación sociedad-naturaleza en las diversas y crudas problemáticas sociales, acumuladas por siglos de injusticias, segregaciones, inequidades, ambiciones de riqueza, poder y de expansión territorial, que se iniciaron con la antiguas civilizaciones y se han acentuado gravemente en los últimos años constituyendo rasgos distintivos del capitalismo, especialmente de su vertiente imperialista. Siendo así fenómenos, como la globalización de los poderes empresariales (transnacionales) y de la maquinaria mediática, imponen duros retos a la necesaria transformación que se plantea.  
La ecología social deberá trabajar en la reconstrucción de las relaciones humanas a todos los niveles del socius.
La ecología medioambiental de la que habla, en esencia no se aparta del ideal ambientalista promovido desde la segunda mitad del siglo XX, pero no debe ser reducida, ni separada de lo social y lo mental. Se trata de asumir una perspectiva global, que involucre a todos los componentes de la sociedad (no solo a los científicos, académicos y activistas ambientales), desarrollando una responsabilidad global y que aborde los tres niveles (mental, social y ambiental), como una unidad sistémica.

## Campos de la ecosofía
El filósofo cubano Rigoberto Pupo, ha reconocido la presencia de cuatro campos bien definidos en la configuración que propone la Ecosofía de Guattari: un campo emocional, un campo práctico, un campo espiritual y un campo científico.

## Campo emocional
En lo emocional, la Eco Sofía debe llevarnos a un modo diferente de comprender y relacionarnos afectivamente con nuestro entorno de existencia, encarando las consecuencias de la crisis y superándolas creativa y positivamente, en lugar de reprimirlas y asumir posturas pesimistas o apocalípticas. La solidaridad, la generosidad, la compasión y el altruismo son algunos de los rasgos que debe fomentar una humanidad resiliente, enfocada en la transformación de los hábitos, costumbres y estilos de vida que condujeron a la crisis contemporánea.

## Campo práctico
Desarrollar estilos de vida sostenibles ecológicamente y un sistema de valores que incorporen un fuerte basamento bioético, además de promover estrategias de desarrollo social en armonía con el sistema natural, que propicien una sinergia positiva para ambos, son algunos de los retos de la Ecosofía en el campo práctico. Todo ello debe sustentarse en la inclusión, el respeto por la pluralidad, el empoderamiento social, la voluntad política, mediante una dialógica intercultural.

## Campo espiritual
Desde el campo espiritual se propone una recomposición de la actual concepción de un ser humano independiente y jerárquicamente superior, respecto a la naturaleza. Debe comprenderse al hombre como parte de la compleja red de la vida y a su existencia dependiente de la estabilidad de dicha red, lo que debe expresarse en una responsabilidad global de ante los destinos de todo ser vivo. La biosfera es asumida como un sistema complejo y por ende autopoyético, en el que el equilibrio se manifiesta por la sinergia de sus componentes, incluido el ser humano. Al desestabilizarse el sistema, en el proceso de autorregulación son reajustados sus componentes para alcanzar un nuevo equilibrio, con la expresión de cualidades que no poseía antes. Estas concepciones poseen además un importante fundamento teórico en la idea del “Ser ecológico” de Bateson, que puede ser entendida como una de las esencias del pensamiento ecosófico.
Al considerar las unidades de la evolución, argumenté que en cada paso es necesario incluir las vías completadas fuera del agregado protoplasmático, trátese del DNA-en-la-célula o la célula-en-el-cuerpo o el cuerpo-en-el-ambiente. La estructura jerárquica no es nueva. Antes hablábamos del individuo en desarrollo o la línea familiar o el taxón, etcétera. Ahora hay que concebir a cada miembro de la jerarquía como un sistema, y no como un tarugo cortado de la matriz circundante y visualizado como opuesto a ella. 
Esta identidad entre la unidad de mente y la unidad de supervivencia evolutiva es de grandísima importancia, no sólo teórica sino ética. 
Lo que quiero decir —ya ven ustedes— es que localizo algo que llamo "Mente" como inmanente en el sistema biológico más amplio, el ecosistema. O, si trazo las fronteras del sistema en un nivel diferente, entonces la mente resulta inmanente en la estructura evolutiva total. Si esta identidad entre las unidades evolutivas y mentales fuera correcta en términos generales, entonces nos encontraríamos frente a distintos desplazamientos que tenemos que efectuar en nuestra manera de pensar.

La ruptura con la percepción antropocentrista de la vida humana es la clave en el pensamiento de Gregory Bateson.

## Campo científico
El campo científico persigue desarrollar una concepción más profunda de la vida, desde una mejor comprensión de los fenómenos y procesos que ocurren en la naturaleza, bajo una perspectiva compleja. Algunas de las principales teorías que al respecto han sido postuladas, fundamentalmente, desde la segunda mitad del siglo XX, constituyen el basamento científico de la ecosofía, como son: la idea del “ser ecológico”, de Gregory Bateson; la teoría general de los sistemas, del biólogo y filósofo austriaco Ludwig von Bertalanffy; la teoría holónica, promovida por el novelista húngaro Arthur Koestler; la hipótesis Gaia, planteada por el químico, meteorólogo y ambientalista británico James Lovelock y enriquecida por la bióloga y ambientalista estadounidense Lynn Margulis y la teoría de la autopoiesis, propuesta por los neurobiólogos chilenos Francisco Varela y Humberto Maturana. Cabe destacar que, aunque no se mencione en la obra de Guattari, uno de los precursores de estas ideas es sin duda el sabio ruso Vladímir Ivánovich Vernadsky, físico, químico, matemático y ecólogo, fundador de la geoquímica, la biogeoquímica y la radiogeología. Al construir Vernadsky el cuerpo teórico del concepto biosfera y develar sus relaciones con la litosfera, la atmósfera, la tecnosfera y la noosfera, sentó las bases para la actual comprensión del carácter sistémico del planeta.[cita requerida]

## Algunos principios del pensamiento ecosófico
- Superación del pensamiento antropocentrista en la reorientación de la conciencia individual y colectiva hacia un humanismo que se sustente en el potencial del género humano para obrar en bien de sí, del otro y de la naturaleza, bajo la lógica de lo que en investigación transdisciplinaria se denomina como “bien común”.
- La concepción científico-materialista del universo como sistema complejo y cognoscible, así como del planeta Tierra como una entidad autopoyética, caracterizada por la simbiosis y la biogénesis de condiciones para su habitabilidad.
- Asunción de la vida en todas sus manifestaciones como el valor universal primario y el derecho universal de todos los seres.
- Reorientación del comportamiento y el desarrollo humanos, bajo la guía de un pensamiento bioético global y la redefinición de conceptos como desarrollo, progreso, ciencia, tecnología, cultura, humanidad, calidad de vida y ser social.
- Transdisciplinariedad en la búsqueda de una sabiduría para conducir a la humanidad a una convivencia armoniosa con y en la biosfera, y hacia la máxima rehabilitación posible de las relaciones ecológicas dañadas por los modelos antropocéntricos de desarrollo humano.
- Unidad entre lo psicológico, lo social y lo ambiental en la evolución hacia un nuevo modelo de sociedad, donde se transforme la relación antagónica sociedad-naturaleza, impuesta por el pensamiento centrista (antropocentrismo, biocentrismo, ecocentrismo), en una relación de simbiosis.
- El compromiso ético-político como mediador en la reorientación global, bajo la égida de la Ecosofía.
- Transformación de la tensión resultante de la crisis global, en energías y sentimientos fecundos, amplificando la capacidad de resiliencia de la humanidad.
- Reorientación de los objetivos de la producción de bienes materiales y espirituales, sobre una base simbiótica con todo el sistema vivo, de recibir y dar, desde una mirada objetiva y racional que valide cuáles recursos materiales son verdaderamente imprescindibles para la vida del hombre.
- Resignificación del placer desde la creación espiritual y los valores ético-estéticos de una relación armoniosa hombre-naturaleza, que conduzca al descarte de aquella parte de la producción material y virtual que resulta de la exacerbación del hedonismo humano.
- Eliminación del consumismo, la exacerbación hedonística, la enajenación inducida y la manipulación por los medios masivos de difusión, la especulación como forma de poder del mercado sobre la sociedad y al propio papel del mercado en la determinación de la política y los procesos sociales.
- Inclusión social, equidad, justicia y empoderamiento participativo entre los grupos humanos, sobre la base de las convergencias y la consecución del bien común.
- Supresión de la discriminación en cualquiera de sus formas, incluida la que la subjetividad del hombre impone entre humanos y no humanos, y entre estos últimos, asociando determinadas especies con cualidades negativas o rechazándolas por su aspecto.
- El diálogo intercultural reconociendo la unidad dentro de la diversidad, con especial atención al que debe generarse entre saberes tradicionales y saberes científicos y entre la cultura laica y la cultura religiosa, como la vía fundamental para lograr la integración de saberes.